# Hämndporr
Hämndporr är en benämning på sexuella bilder och videor som delas och sprids i hämndsyfte. Enligt svensk lag sedan 2018 kan den som sprider hämndporr dömas för olaga integritetsintrång eller grovt olaga integritetsintrång, men hämndporr är inte i sig ett juridiskt begrepp.

## Rättsläget före lagändringen 2018
Innan 2018 saknade Sverige lagbestämmelser som uttryckligen förbjöd spridningen av hämndporr. Spridningen kunde ändå bedömas som olaglig under vissa omständigheter. Högsta domstolen har bedömt att spridningen av hämndporr kunnat utgöra grovt förtal. I de fallen ska också statlig ersättning från  Brottsoffermyndigheten betalas ut, eftersom distributionen av materialet utgör en kränkning av den drabbades person och därmed frid.

## Annan tillämplig lagstiftning
Spridningen av hämndporr kan också bedömas som upphovsrättsbrott enligt svensk lag. Enligt upphovsrättslagen skyddas bland annat alla fotografier samt ljud- och bildupptagningar (där filmer ingår) som antingen upphovsrättsliga verk eller som så kallade närstående rättigheter. En förutsättning för att kunna förbjudna spridningen av fotografier och ljud- och bildupptagningar på upphovsrättslig väg är emellertid att det är den person som tagit fotografiet eller gjort ljud- och bildupptagningen som motsätter sig spridningen. I sådana fall finns också möjlighet att erhålla ersättning i form av skadestånd för själva spridningen av rättigheten.

## Rättsläget i andra länder
- Tolv delstater i USA förbjudit hämndporr: Alaska, Arizona, Kalifornien, Colorado, Georgia, Maryland, New Jersey, Idaho, Pennsylvania, Utah, Virginia, och Wisconsin.
- I Storbritannien har införandet av lagstiftning mot hämndporr lett till en stor mängd åtal.[4]
- Israel har en lag som ger upp till 5 års fängelse.[5]
- I Tyskland, maj 2014 slog högsta domstolen fast att intima bilder ska raderas på begäran av personen som avbildas på dem.[6]